# John B. Kendrick

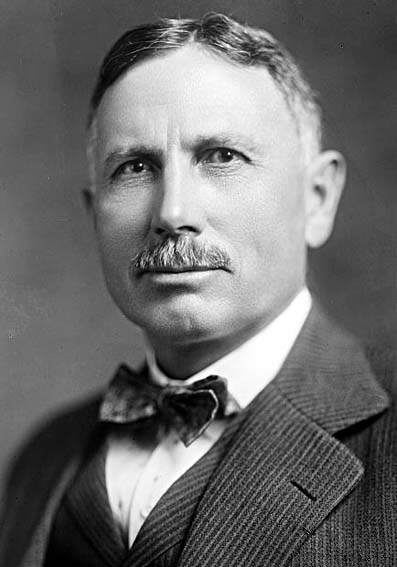
John B. Kendrick

John Benjamin Kendrick, född 6 september 1857 i Cherokee County, Texas, död 3 november 1933 i Sheridan, Wyoming, var en amerikansk demokratisk politiker. Han var guvernör i delstaten Wyoming 1915-1917 och representerade sedan Wyoming i USA:s senat från 4 mars 1917 fram till sin död.
Kendrick var en cowboy uppvuxen i Texas som 1879 flyttade till Wyomingterritoriet. Han gifte sig 1891 med Eula Wulfjen i Greeley, Colorado. Paret fick två barn: Rosa-Maye (1897-1979) och Manville (1900-1992). Han kandiderade 1913 till USA:s senat men förlorade mot sittande senatorn Francis E. Warren. Kendrick efterträdde 1915 Joseph M. Carey som guvernör i Wyoming. I senatsvalet 1916 besegrade han sittande senatorn Clarence D. Clark. Kendrick omvaldes 1922 och 1928. Han avled i ämbetet och efterträddes av Joseph C. O'Mahoney.
Kendrick var metodist och frimurare. Hans grav finns på Mount Hope Cemetery i Sheridan, Wyoming.